# Dan Forest
Dan Forest (Harrisonburg, Virginia, 15 de octubre de 1967) es un arquitecto y político conservador estadounidense, afiliado al Partido Republicano. Se desempeñó como vicegobernador del Estado de Carolina del Norte entre 2013 y 2021. En 2020 fue candidato a la gobernación del mismo estado, perdiendo contra el demócrata Roy Cooper.

## Formación
Forest nació en Harrisonburg, Virginia y creció en Charlotte, Carolina del Norte. Su madre, Sue Myrick, fue miembro de la Cámara de Representantes de los Estados Unidos, de 1995 a 2013. Forest recibió una licenciatura y una maestría en arquitectura de la Universidad de Carolina del Norte en Charlotte. Fue socio de un estudio de arquitectura en Charlotte antes de ser elegido vicegobernador.

## Vicegobernador de Carolina del Norte

### Elección de 2012 y reelección de 2016
En 2012, en su primera candidatura a un cargo, Forest ocupó el primer lugar en las elecciones primarias del 8 de mayo entre cinco candidatos republicanos, con el 32,98% de los votos; el comisionado del condado de Wake, Tony Gurley, quedó segundo con el 24,83 % de los votos. Forest y Gurley avanzaron a la segunda primaria del 17 de julio de 2012 (elección de desempate), en la que Forest aseguró la nominación republicana, derrotando a Gurley con el 67.87% de los votos contra el 32.13%.
En las elecciones generales del 6 de noviembre de 2012, Forest derrotó con el 50.08 % a la candidata demócrata, la ex representante estatal Linda Coleman, por menos de siete mil votos. Coleman optó por no solicitar un recuento, aunque el margen era lo suficientemente pequeño como para tener derecho a uno. Forest prestó juramento el 7 de enero de 2013.
En una revancha del 8 de noviembre de 2016 contra Coleman, Forest fue reelegido vicegobernador, recibiendo el 51,81% de los votos. Su segundo mandato comenzó el 1 de enero de 2017.

### En el cargo
Como vicegobernador, Forest fue el presidente del Senado de Carolina del Norte, así como miembro del Consejo de Estado. Forest comenzó un período de un año como presidente de la Asociación de Tenientes Gobernadores Republicanos en 2018.
Forest enfatizó sus puntos de vista fiscal y socialmente conservadores. Fue un firme partidario de la controvertida HB2 de Carolina del Norte, la legislación estatal que anuló una ordenanza aprobada por la ciudad de Charlotte que extendía la protección de las leyes contra la discriminación a las personas LGBT. Forest también fue uno de los principales partidarios de las propuestas para adoptar una ley estatal de "restauración de la libertad religiosa», un controvertido proyecto de ley sobre religión. Forest apoya la eliminación del impuesto sobre la renta y su sustitución por un impuesto al consumo.
Forest apareció con Trump en un mitin en 2016, en el que le expresó su apoyo. En un discurso de 2018 al grupo de expertos conservadores Civitas, Forest afirmó que cuestiones políticas como el cambio climático y el control de armas «realmente es la religión de la izquierda» y que «la izquierda no tiene esperanza en Dios. No tienen esperanza en un poder superior». Los comentarios de Forest fueron criticados por los demócratas. En un discurso de junio de 2019 ante una iglesia, Forest declaró que ninguna nación «ha sobrevivido a la diversidad y el multiculturalismo que Estados Unidos enfrenta hoy».
A mediados de marzo de 2020, Forest se opuso totalmente al cierre de bares y las restricciones a los restaurantes dispuestas por el gobernador Roy Cooper, ya que consideró que no les dio a los bares y restaurantes suficiente tiempo para prepararse. A mediados de abril, Forest pidió la reapertura inmediata de los lugares públicos con orientación no vinculante del gobierno estatal. En junio de 2020, Forest anunció que estaba demandando al gobernador Cooper por sus órdenes ejecutivas de coronavirus, alegando que el gobernador no podía emitir las directivas sin la concurrencia del Consejo de Estado. La demanda fue posteriormente retirada después de una pérdida en el Tribunal Superior.

## Elección a gobernador de 2020
En enero de 2019, Forest anunció la formación de un comité exploratorio para postularse para gobernador y desafiar al gobernador demócrata en funciones Roy Cooper en 2020. Al principio, el representante Mark Meadows, presidente del House Freedom Caucus, declaró su apoyo a Forest. En agosto de 2019, Forest lanzó formalmente su campaña. Al anunciar su carrera, Forest denunció el socialismo y destacó sus puntos de vista fuertemente antiaborto. Durante su campaña, Forest también pidió un programa ampliado de vales escolares financiado por el estado para el cual todos los habitantes de Carolina del Norte, independientemente de sus ingresos, serían elegibles haciendo de esta propuesta una pieza central de su campaña.
En las elecciones primarias republicanas de marzo de 2020, Forest ganó la nominación del partido, derrotando a la representante estatal Holly Grange de New Hanover por un amplio margen.
Aunque la carrera para gobernador en Carolina del Norte ocurrió en un importante estado de indecisión, la atención a la campaña se vio ensombrecida en gran medida por la pandemia del coronavirus. A fines de marzo de 2020, Cooper emitió una directiva de quedarse en casa y ordenó el cierre temporal de negocios no esenciales para controlar la propagación del virus, comenzando una reapertura gradual y de varios pasos a principios de mayo de 2020. Por el contrario, Forest sugirió que los peligros del virus para la mayoría de los estadounidenses habían sido exagerados y se hizo eco de las protestas antibloqueo.
En abril de 2020, la campaña Forest dijo que había otorgado casi $200,000 del fondo de la campaña para gobernador para la asistencia económica de COVID-19 en Carolina del Norte. Forest también afirmó que las restricciones relacionadas con COVID-19 estaban siendo utilizadas por la izquierda para dañar a la iglesia. Durante la pandemia, Forest se encontró en estrecho contacto con otras personas sin usar una máscara facial, en contravención de las pautas de distanciamiento social; descartó las críticas como "ridículas" y «estúpidas charlas de izquierda».
Las elecciones a gobernador tuvieron lugar el 3 de noviembre de 2020. Dan Forest quedó en segundo lugar, no logrando ganar la carrera electoral contra el gobernador titular Roy Cooper.
Después de su derrota, Forest ha sido mencionado como un potencial candidato para la carrera al Senado de Carolina del Norte en 2022 para ocupar el escaño que ocupa actualmente el senador Richard Burr, quien no buscará la reelección.

## Resultados electorales

### Vicegobernador de Carolina del Norte
|  | 67,87 % |

|  | 50,08 % |

|  | 51,81 % |

### Gobernador de Carolina del Norte
|  | 88,95 % |

|  | 47,01 % |